# Copa da Escócia de 1982–83
A Copa da Escócia de 1982-83 foi a 98º edição do torneio mais antigo do futebol da Escócia. O campeão foi o Aberdeen F.C., que conquistou seu 4º título na história da competição ao vencer a final contra o Rangers F.C., pelo placar de 1 a 0.

## Premiação
| Copa da Escócia de 1982-83        |
| Escócia                           |
| --------------------------------- |
| Aberdeen F.C. Campeão (4º título) |